# صوفيا دوسيك
صوفيا جوستينا دوسيك Sophia Giustina Dussek (1 مايو 1775 في إدنبرة - حوالي 1831 في لندن)  كانت مغنية وعازفة بيانو وهارب وملحنة إسكتلندية من أصل إيطالي.